# Cookstown
Cookstown (irl. an Chorr Chríochach) – miasto w Wielkiej Brytanii (Irlandia Północna; w Hrabstwie Tyrone). Według danych ze spisu ludności w 2011 roku liczyło 11 599 mieszkańców – 5658 mężczyzn i 5941 kobiet.